# بافل غولانسكي
بافل غولانسكي (بالبولندية: Paweł Golański)‏ ، من مواليد 12 أكتوبر 1982 في وودج في بولندا ، لاعب كرة قدم بولندي.
يلعب مع نادي ستيوا بوخاريست الروماني منذ عام 2007.
بدأ باللعب مع منتخب بولندا لكرة القدم في عام 2006.

## روابط خارجية
- بافل غولانسكي على موقع الاتحاد الدولي (مؤرشف)  (الإنجليزية)
- بافل غولانسكي على موقع قاعدة بيانات كرة القدم.إي يو (الإنجليزية)
- بافل غولانسكي على موقع ناشيونال فوتبول تيمز (الإنجليزية)
- بافل غولانسكي على موقع Soccerway.com (الإنجليزية)
- بافل غولانسكي على موقع عالم كرة القدم.نت (الإنجليزية)